# Lester B. Pearson
Lester Bowles „Mike“ Pearson, PC, OM, CC, OBE (23. dubna 1897 – 27. prosince 1972) byl kanadský profesor, historik, státník, diplomat a politik, který v roce 1957 získal Nobelovu cenu míru, za zorganizování pohotovostních jednotek OSN (UNEF) k vyřešení Suezské krize. V letech 1963 až 1968 byl v pořadí čtrnáctým premiérem Kanady, a to ve dvou funkčních obdobích, kdy vedl menšinové vlády.
Během jeho funkčního období v úřadu kanadského premiéra zavedla vláda všeobecnou zdravotní péči, studentské půjčky, důchodový plán, Řád Kanady a přijala současnou kanadskou vlajku. Pearson mimo to též svolal Královskou komisi pro dvojjazyčnost a bikulturalismus. Vzhledem k těmto úspěchům na národní úrovni a jeho průkopnické práci v Organizaci spojených národů a v mezinárodní diplomacii, je Pearon považován za jednoho z nejvlivnějších Kanaďanů 20. století.
V mládí působil v jednom z prvních evropských klubů ledního hokeje Oxford University Ice Hockey Club. Jeho jméno nese nejvytíženější letiště v Kanadě - letiště Toronto.

## Dílo
- Pearson, Lester B. Canada: Nation on the March. Toronto: Clarke, Irwin, 1953.
- Pearson, Lester B. The Crisis of Development. Toronto: University of Toronto Press, 1970.
- Pearson, Lester B. Diplomacy in the Nuclear Age. Boston: Harvard University Press, 1959.
- Pearson, Lester B. The Four Faces of Peace and the International Outlook. Toronto: McClelland and Stewart, 1964.
- Pearson, Lester B. Mike : The Memoirs of the Right Honourable Lester B. Pearson. Toronto: University of Toronto Press, 1972. ISBN 0-575-01709-0 .
- Pearson, Lester B. Peace in the Family of Man. London: Oxford University Press, 1969. ISBN 0-563-08449-9.
- Pearson, Lester B. Words and Occasions: An Anthology of Speeches and Articles. Toronto: University of Toronto Press, 1970. ISBN 0-674-95611-7.